# Харченко Дмитро Миколайович
Харченко Дмитро Миколайович (нар. 18.02.1959 — пом. 20.03.2020) — український науковець в галузі психології та фізіології людини, педагог.

## Біографічні відомості
Народився 18 лютого 1959 року в селі Конельські Хутори Жашківського району Черкаської області. Після завершення школи навчався в училищі в м. Знам'янка за спеціальністю «Електромеханік з автоматики». По завершенню працював за фахом на Одеській залізниці.
Протягом 1978—1980 проходив службу у Радянській армії у підрозділах Військово-повітряних сил.
Протягом 1981—1986 рр. навчався в Черкаському педагогічному інституті за спеціальністю «Фізична культура», отримав звання кандидата в майстри спорту з боксу та вільної боротьби.
Почав працювати в Черкаському педінституті на посаді інженера ще зі студентських років (з 1983 р.) та згодом обіймав різні посади. Закінчив аспірантуру в цьому ж інституті.
У 1998 році в Київському національному університеті ім. Т. Шевченка захистив дисертацію на здобуття наукового ступеня кандидата біологічних наук за спеціальністю 03.00.13 «Фізіологія людини і тварин» на тему: «Стан психофізіологічних функцій у студентів з різними властивостями основних нервових процесів». Керівник дисертації — М. В. Макаренко.
У 2011 році в Інституті психології ім. Г. С. Костюка захистив дисертацію на здобуття наукового ступеня доктора психологічних наук за спеціальністю 19.00.04 «Медична психологія» на тему: «Психологічні та психофізіологічні особливості осіб із психосоматичними розладами». Науковий консультант — С. Д. Максименко.
Протягом 2012—2020 рр. був завідувачем кафедри психології Черкаського національного університету ім. Б. Хмельницкого, а також керівником навчально-наукової лабораторії психодіагностики і медичної психології.
У 2013 році отримав вчене звання професора.
Пішов з життя 20 березня 2020 року у м. Черкаси. Похований у рідному селі.

## Наукова та викладацка діяльність
Галузь наукових інтересів: медична психологія, психофізіологія.
Є автором близько 150 наукових праць з анатомії і фізіології, психосоматики, психодіагностики, психофізіології, медичної психології. Брав участь у понад 80 конференціях та наукових семінарах. Є співавтором ряду патентів та авторських свідоцтв на винаходи.
Станом на квітень 2020 року у Google Scholar публікації Д. М. Харченка мають 126 посилань, h-індекс — 5.
Під керівництвом Д. М. Харченка успішно захищені кандидатські дисертації зі спеціальностей «Соціальна психологія», «Медична психологія».
Дмитро Миколайович брав активну участь у розробці держстандартів спеціальності «Медична психологія», був членом експертної комісії ДАК МОН, членом спеціалізованих вчених рад, дійсним членом Всеукраїнської психодіагностичної асоціації.
Основні публікації:
- Харченко Д. М. Психосоматичні розлади: монографія / Д. М. Харченко. — К.: Міленіум, 2009. — 285 с.
- Харченко Д. М. Психосоматичні розлади. Теорії, методи діагностики, результати досліджень: навчальний посібник / Д. М. Харченко. — К.: Видавничий Дім «Слово», 2015. — 280 с.